# Sint-Antoniuskapel (Deurne)
De Sint-Antoniuskapel was een rooms-katholieke kapel in de buurtschap Veldheuvel in de Noord-Brabantse plaats Deurne. De kapel lag in de parochie van de Sint-Willibrorduskerk.
De oudste vermelding van de kapel dateert uit 1429, toen Jan van Bruheze een jaarlijkse erfpacht van 10 lopense rogge uit een erf geheten De Weijer aan de Sint-Antoniuskapel moest betalen. We weten daarmee tevens dat de kapel toen al gewijd was aan de heilige Antonius Abt.
In 1648 werd de kapel aan de katholieke eredienst onttrokken. Het gebouw werd niet, zoals andere godshuizen, door protestanten in gebruik genomen, maar kreeg na verloop van tijd een woonfunctie. De kapel werd daartoe tot woning verbouwd. In 1824 werd het huis nog wel als de Kapel aangeduid.
Tussen 1803 en 1824 werd een tweede woning aan de verbouwde kapel gebouwd. Kort na 1970 werd de woning, gelegen op de zuidwestelijke hoek van de Fabriekstraat en Liesselseweg, afgebroken. Uiterlijk vertoonde het gebouw toen geen kenmerken van een voormalige kapel meer. Het is niet onwaarschijnlijk dat er nog slechts in beperkte mate muurwerk van de oude kapel in de toenmalige woning aanwezig was.
Omstreeks 2005 werd bij het park van het Groot Kasteel door het Antoniusgilde een nieuwe kapel ter ere van Antonius Abt gebouwd. Het plein daarvoor werd bij deze gelegenheid omgedoopt tot Antonius Abthof.